# 组团式城市群
组团式城市群是商务印书馆于2003年出版的城市蓝皮书《中国城市发展报告》（2002-2003）中提出的关于描述中国大陆城市发展战略目标的宏观概念。组团式城市群是一种在一个城市行政区划内部以多个城市核心构成城市整体的，在城市行政区中的地域上集中分布的若干具有城市形态和特大城市集聚而成的庞大的、多核心、多层次城市集团，是特大城市中大都市区的联合体。组团式城市常常与单中心城市、线型城市相对。组团式城市群的概念在学界使用并不广泛，其本质是则是城市地理学以及城市与区域规划中城镇体系概念。

## 参見
- 城镇体系
- 城镇体系规划
- 複合城市